# تشارلز ديويت أندرسون

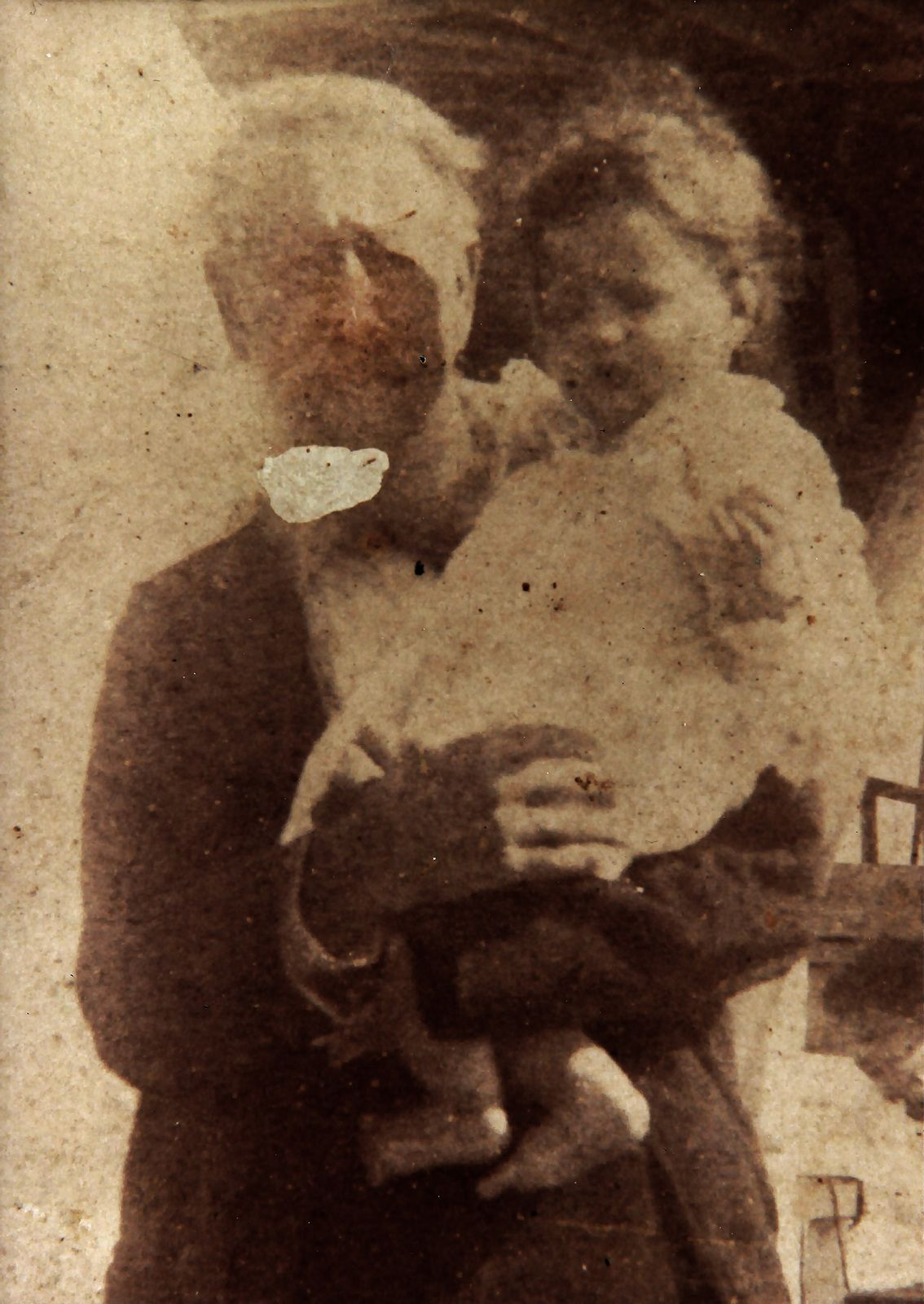
العقيد الكونفدرالي السابق وحارس المنارة تشارلز ديويت أندرسون يحمل حفيده مارك أندرسون

تشارلز ديويت أندرسون (بالإنجليزية: Charles DeWitt Anderson) هو ضابط أمريكي، ولد في 7 يوليو 1828 في كارولاينا الجنوبية في الولايات المتحدة، وتوفي في 21 نوفمبر 1901 في غالفستون في الولايات المتحدة.